# Mago: A Ascensão
Mago: A Ascensão, do original em inglês "Mage: The Ascension", é um RPG de horror pessoal 
ambientado na era moderna dentro do universo do Mundo das Trevas criado pela editora Whie Wolf. Os jogadores personificam o papel de magos que lutam para sobreviver e atingir a Ascensão. No contexto do sistema, Ascensão seria uma espécie de ápice pessoal do mago e do mundo que o cerca, porém o conceito é deixado propositalmente em aberto, dando margem a diferentes interpretações. Trata-se de um RPG de fantasia urbana. 
Neste sistema os magos, chamados Despertos, tem a capacidade de alterar a realidade que os cerca de acordo com sua própria vontade, através de conhecimento mágico categorizado em 9 esferas. As alterações, no entanto, tem consequências. Quanto maior a disparidade entre a alteração e a realidade conhecida pelos Adormecidos (não magos), maior será a consequência para o mago. Em geral, essa consequência vem na forma de uma penalidade chamada Paradoxo.
Outros jogos da série são:
Vampiro: A Máscara, Lobisomem: O Apocalipse, Wraith: The Oblivion, Changeling: O Sonhar, Hunter: The Reckoning, Demônio: A Queda, entre outros. Esta linha foi sucedida pelo Novo Mundo das Trevas (World of Darkness), composto por Vampire: The Requiem, Werewolf: The Forsaken, Mage: The Awakening e Promethean: The Created.

## Ambientação
Os jogos da linha storyteller geralmente adotam o clima de horror pessoal, e refletem como a sociedade contemporânea seria numa versão mais sombria onde há um clima permanente de que o "final dos tempos" está próximo. Esse clima pesado e violento é chamado de punk-gótico (não confundir com as atuais tribos de jovens).
Em Mago: a Ascensão, os temas abordados no jogo são amplos e há margem para histórias enfocando luta por Esperança, Igualdade, Liberdade, ou qualquer que seja o tema decidido pelo Storyteller. Em termos de regras é um dos sistemas mais complexos do Mundo das Trevas e em termos de ambientação é um dos títulos mais complexos da linha.

### Realidade Consensual
Segundo o sistema proposto para o jogo, a realidade não é uma coisa fixa e as aparentes regras são só o resultado da construção do inconsciente coletivo dos Adormecidos, ou seja, os não magos. Os magos, chamados Despertos, são os humanos que "acordaram" e por isso entendem que essa realidade pode ser alterada de acordo com sua própria vontade. 
O desafio que o mago enfrenta durante sua jornada é a luta para alterar a realidade de acordo com sua visão de mundo, que por construção vai de encontro à visão de mundo dos Adormecidos. A "visão de mundo coletiva" dos Adormecidos é chamada, no jogo, de realidade consensual (consenso). O mago, partindo de um sistema de crenças próprio, tem poder para alterar essa realidade de acordo com sua vontade pessoal.

### Paradoxo
Quando a realidade criada pela força de vontade do mago colide abruptamente com a realidade criada pelo coletivo de adormecidos (consenso), a magia feita ricocheteia contra o mago. A magia muda a realidade, mas muda o mago também. Esse racional de "reação" do consenso contra a alteração vulgar é o Paradoxo. 
Pode-se entender o Paradoxo como a reação da realidade consensual contra a alteração que o mago tentou aplicar a ela.
O mago tem a capacidade de alterar toda a realidade, mas se estas mudanças vão de encontro ao que os Adormecidos acreditam ser a realidade, a dinâmica gera paradoxo.

### Paradigma
O Paradigma é o sistema de crenças próprio de cada mago, o racional que permite ao mago acreditar que ele consegue alterar a realidade. É por meio desse sistema de crenças que o personagem interpreta o mundo e o entende como algo maior do que o que os Adormecidos são capazes de compreender com sua visão "limitada". O Paradigma não é escolhido conscientemente pelo mago, é uma consequência do que o personagem acredita dentro de sua história e características.

## Personagens

### Tradições
A sociedade mágica de Despertos se divide principalmente entre as as Nove Tradições. Seus objetivos são ampliar a capacidade de pensamento "humano" através de seus paradigmas e crenças comuns. Dentre as nove Tradições estão os Adeptos da Virtualidade, o Coro Celestial, o Culto do Êxtase, os Eutanatos, os Filhos do Éter, a Irmandade de Akasha, os Oradores dos Sonhos, a Ordem de Hermes e os Verbena.
Os "Tradicionalistas" (como são chamados os magos das nove Tradições) não são os únicos capazes de alterar o universo: existem seus antagonistas, os chamados Tecnocratas. Há também os Marauders (magos que enlouqueceram na busca do conhecimento mágico) e os Nefandi (magos que se associaram a alguma força corrompida).

### Antagonistas
Os Tecnocratas, vistos normalmente como meros vilões pelos magos, são tão heróis ou mais do que os próprios magos. Surgindo na Idade Vitoriana como a ordem da razão, estes que hoje se denominam Tecnocracia mantêm seus ideais de trazer a "magia" para as massas, impedindo que o real poder se mantenha preso a seres escolhidos.
Os Tecnocratas se vêm como protetores da realidade consensual, pois como a humanidade escolheu a tecnologia, eles apenas mantém essa escolha segura. Diferente das tradições, que já desistiram de uma ascensão coletiva, os Tecnocratas continuam a lutar pela ascensão mundial.
Apesar do estereótipo do Homem de Preto sem vontade própria ser o mais conhecido, estes são os tecnocratas que menos representam a Tecnocracia, pois, levando em consideração que eles se autodefinem como um grupo de pessoas iluminadas, de cientistas engenhosos, é de se esperar que a criatividade seja uma de suas maiores características. A Tecnocracia é muitas vezes vista com maus olhos por ir contra toda a forma de moral e ética científica. Eles se definem além disso.
Os Tecnocratas visam a ascensão do mundo por meios científicos racionais, ao contrário das tradições. As tradições conferem mais liberdade a seus discípulos, enquanto que os Tecnocratas deixam os seus a rédeas curtas.
Dentro do universo Tecnocrata, existem cinco grupos com visões distintas, porém muitas vezes complementares, de promover a "Ciência Iluminada". São conhecidos como "As Cinco Convenções":
1) Iteração X: construtores de ferramentas, armas e eletrônicos, esses tecnocratas defendem a união entre Homem e Máquina para o aprimoramento da Humanidade. Também criam robôs e ciborgues de combate, incluindo os famigerados HIT Marks. Estão entre os tecnocratas mais radicais de todos, em geral defendendo a destruição completa da magia e do sobrenatural.
2) Nova Ordem Mundial: a N.O.M. manipula a mídia e controla o fluxo de informações que serão disponibilizadas para as Massas. Dizem eles que assim cria-se um fortalecimento da Realidade Consensual, pois aquilo que o povo não conhece nem acredita que existe não pode feri-lo. Responsáveis pelo Controle das Massas, através dos "Homens de Preto", e mesmo de outros membros da Tecnocracia, com os terríveis "Homens de Branco". Dissidentes afirmam que o verdadeiro objetivo da N.O.M. seja apenas a manutenção do poder.
3) Progenitores: especialistas em biologia, os progenitores são compostos basicamente por brilhantes geneticistas, biotecnólogos, farmacotécnicos e médicos. "Fabricam" criaturas geneticamente alteradas e pesquisam curas para doenças. As Ciências da Vida, para os Progenitores, são a resposta para todos os problemas que afligem as Massas.
4) O Sindicato: controlam as finanças internacionais, sendo responsáveis por manter o conceito do dinheiro. Se esforçam para manter o sistema econômico funcionando, além de financiarem as outras Convenções e garantir o lucro nas atividades da União Tecnocrata. O Sindicato é acusado de usar as outras convenções apenas para garantir o próprio lucro. Sem contar que muitos deles estão envolvidos com o mundo do crime organizado, colocando o lucro acima da moral.
5) Engenheiros do Vácuo: a mais "liberal" de todas as Convenções, os Engenheiros do Vácuo são os exploradores do desconhecido, principalmente o Universo Profundo, além das regiões ermas da Terra. São hábeis construtores de naves espaciais, além de manterem estações e bases pelo espaço sideral. Possuem, inclusive, uma Esfera de Dyson funcional, o Centro de Pesquisa Copérnico (CPC). Por serem menos "radicais" que outras Convenções, são mais tolerantes com os Transgressores da Realidade do que o resto da Tecnocracia, fato este que desperta a desconfiança do Controle.
(Fonte principal: Guia da Tecnocracia)
Existem ainda outros grupos de Magos, como os Órfãos (magos sem afiliação), Ofícios(pequenos grupos dissidentes, cada vez mais raros), os Nephandi (Magos corrompidos que servem a um mau maior, cujo único objetivo é a total aniquilação da realidade) e os Desauridos (Magos doidos, que "servem" ao Caos).

## Suplementos
Há também outros livros que explicam e melhoram as regras sobre a magia, como o Livro das Sombras, que é o guia do jogador, os livros que falam sobre as Tradições, a Tecnocracia, as Convenções e outras ampliações do cenário, tal como livros que tratam de cidades ou de outras dimensões/mundos espirituais.
Lista de Suplementos
- Ascension
- Ascension's Right Hand
- Beyond The Barriers: The Book of Worlds
- Blood Treachery
- Book of Crafts
- Dead Magic
- Dead Magic II
- Destiny's Price
- Digital Web
- Digital Web 2.0
- Dragons of the East
- Forged by Dragon's Fire
- Guide To The Traditions
- Hidden Lore
- Horizon - The Stronghold of Hope
- Initiates of the Art
- Loom of Fate
- Lost Paths
- Manifesto - Transmissions From The Rogue Council
- Master of the Art
- Tales of Magick - Dark Adventure
- The Bitter Road
- The Book of Chantries
- The Book of Madness (2º Edition)
- The Book of Madness (Revised)
- The Book of Mirrors

## História do Jogo
A primeira edição de Mago: A Ascensão foi publicada em 1993, pelas mãos de Stewart Wieck da White Wolf. Mas foi apenas em 1996, com a segunda edição desenvolvida por Phil Brucato, que Mago: A Ascensão foi lançado ao estrelato, vencendo o premio GAMA de melhor jogo de rpg do ano. A terceira e última edição, publicada em 2000, não alcançou a mesma popularidade de sua antecessora. O jogo recebeu pelas mãos da mesma editora uma versão ambientada no início da Renascença, intitulada Mago: A Cruzada dos Feiticeiros (Mage: The Sorcerers Crusade no original). Aproveitando o êxito da franquia, uma nova versão, desta vez ambientada na Idade das Trevas, foi lançada pouco antes do fim da linha do Mundo das Trevas. Dark Ages: Mage, mostrou-se bem diferentes dos livros anteriores por apresentar as Sociedades Mágicas que povoaram a Europa no século XIII bem como novas regras de mágica, não relacionadas as Esferas e Arete de Ascensão e Cruzada dos Feiticeiros.
Sua versão para o Novo Mundo das Trevas, chamado Mago: O Despertar foi publicado em 2010 no Brasil (agosto de 2005 nos EUA).

## O Renascimento do Cenário
Seguindo o aniversário de 20 anos de Mago: A Ascensão em 2013, em novembro de 2012 a Onyx Path, atual detentora da licença de publicação dos livros do Clássico Mundo das Trevas, anunciou o lançamento da edição comemorativa Mage: The Ascension 20th Anniversary Edition. Esta nova edição tem previsão de lançamento para o segundo semestre de 2013.
A nova edição comemorativa tem o escritor Phil Brucato, um dos responsáveis pela 2ª Edição do jogo, como desenvolvedor.
No final de fevereiro de 2014 teve início o projeto de financiamento coletivo da edição deluxe de 20 anos